# مملكة بين و هولي الصغيرة
مملكة بين وهولي الصغيرة (بالإنجليزية: Ben & Holly's Little Kingdom)‏ هو برنامج تلفزيوني بريطاني بالصور المتحركة لمرحلة ما قبل المدرسة. أنشأه نيفيل أستلي ومارك بيكر وأنتجه آستلي بيكر ديفيز ‏ وهاسبرو (الشركان مسؤولتان عن بيبا بيج).
تدور أحداث العرض في مملكة مصغرة مخبأة بين الشجيرات ويحكمها الجن، حيث يعيش بن وهولي البالغان من العمر 8 سنوات.